# Kaupichthys brachychirus
Kaupichthys brachychirus är en fiskart som beskrevs av Schultz, 1953. Kaupichthys brachychirus ingår i släktet Kaupichthys och familjen Chlopsidae. IUCN kategoriserar arten globalt som livskraftig. Inga underarter finns listade i Catalogue of Life.